# 乞乞仲象
乞乞仲象（きつきつ ちゅうしょう、生年不詳 - 699年）は渤海を建国した大祚栄の父。『新唐書』に粟末靺鞨の出身で、粟末靺鞨の酋長乞四比羽と共に営州都督の趙文翽への反旗を翻した記載がある。

## 名前
乞乞仲象という名前はおよそ高句麗人とは考えられない靺鞨人の名前である。
稲葉岩吉は、舎利乞乞仲象の「舎利」は女真語の「泉の意」であることを指摘している。
史書にみえる祚栄の父乞乞仲象は「大」姓を冠せず、その名は明らかに本族語であり、姓氏「大」の採用は、祚栄が開国して王となって以後のことである。
現代の永順太氏一族は太仲象（乞乞仲象）を始祖として崇めている。

## 概要
井上秀雄は、大舎利乞乞仲象が保有していた舎利という官職は契丹における軍の指揮官であることから、「舎利は『五代会要』巻三十渤海上に『有高麗別種大舎利乞乞仲象大姓，舎利官，乞乞仲象名也』とあるので、官名であることがわかる。また『遼史』巻一一六国語解は『契丹豪民耍裹頭巾者，納牛駝十頭，馬百疋，乃給官名曰舎利。』と記し、舎利とは、権力の誇示ができる頭巾を欲する豪民が、牛駝と馬を代償として払うことにより得られた官名であったことがわかる。したがって乞乞仲象は、契丹系の豪族であったといえるだろう」と述べている。
一方、森安孝夫は「舎利を契丹の官職名とみなして大舎利乞乞仲象を契丹人となし、これと大祚栄をまったくの別人と考える説には賛成できない」と述べており、その理由を「中国史料には靺鞨にも舎利なる語を含む官名の存在を示すものがあるし、また渤海の建国に、異民族である契丹人が指導的な役割を果たしたとは、この場合は考えにくい」として、「大舎利乞乞仲象と大祚栄とはおそらくは父子であり、（中略）父の方が舎利という靺鞨にはあって、高句麗ではまだその存在が知られていない称号をもっている点を考え合わせると、やはり、高句麗に帰化ないし同化していた靺鞨人とみるのがもっとも妥当」と述べている。
韓国の『斗山世界大百科事典』は「高句麗に服属していた粟末靺鞨人の酋長と推測されている」と述べており、同じく韓国の『韓国民族文化大百科事典』は「乞乞仲象は、高句麗に併合された粟末靺鞨族出身で唐の営州地方に移って住んでいた」と述べている。

## 乞乞仲象と大祚栄の関係
『新唐書』渤海伝では、乞乞仲象と大祚栄は父子関係となっているが、『旧唐書』には乞乞仲象の名は出てこないこと、また乞乞仲象は靺鞨名でありながら大祚栄は漢名であることなどを根拠に、池内宏は乞乞仲象は営州にいたときの本名、大祚栄は渤海の基を開いた後に用いた漢名であるとして、乞乞仲象と大祚栄は異名同人と主張し（『満鮮史研究』）、鳥山喜一は乞乞仲象と大祚栄は父子関係ではないそれぞれ別個の存在と主張し（『渤海史上の諸問題』）、新妻利久は乞乞仲象と大祚栄は父子関係と主張している（『渤海国史及び日本との国交史の研究』）。
李尽忠の乱が起きたときに渤海建国の母体となった高句麗遺民集団と靺鞨集団が営州から東走したとされるが、このうち靺鞨集団を率いたのは乞四比羽であり、高句麗遺民集団の指導者は『旧唐書』で大祚栄、『新唐書』は乞乞仲象とあって異なる。これについて『新唐書』が参照した『渤海国記』の史料的性格を検討した古畑徹は、乞乞仲象 - 大祚栄という父子関係を認めた上で大祚栄に唐に叛いた者という傷を負わせないための渤海側の思慮によるものであり、事実として承認できるのは乞乞仲象が大祚栄の父であるということのみであるという見解を提出している。